# Halebidu

Halebidu es una localidad de 8000 habitantes en el distrito de Hassan, situado en el estado de Karnataka (India).
Antiguamente se llamaba Dorasamudra o Dwarasamudra.

## Atractivos turísticos

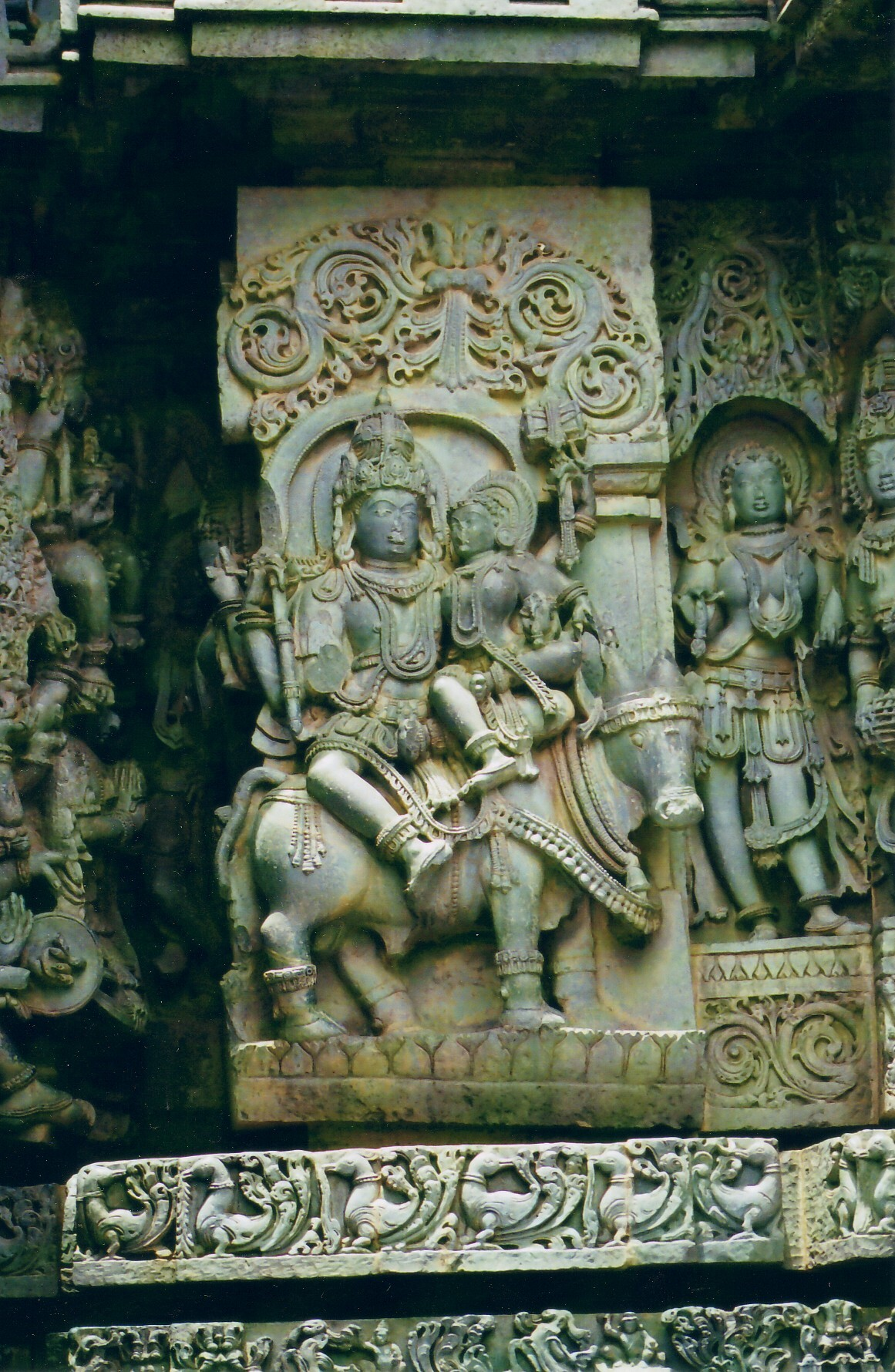
Imagen del dios Shiva y su consorte, la diosa Parvati, sobre su vehículo, el toro Nandi, en el templo Joisalésuara, en Jalebidu.

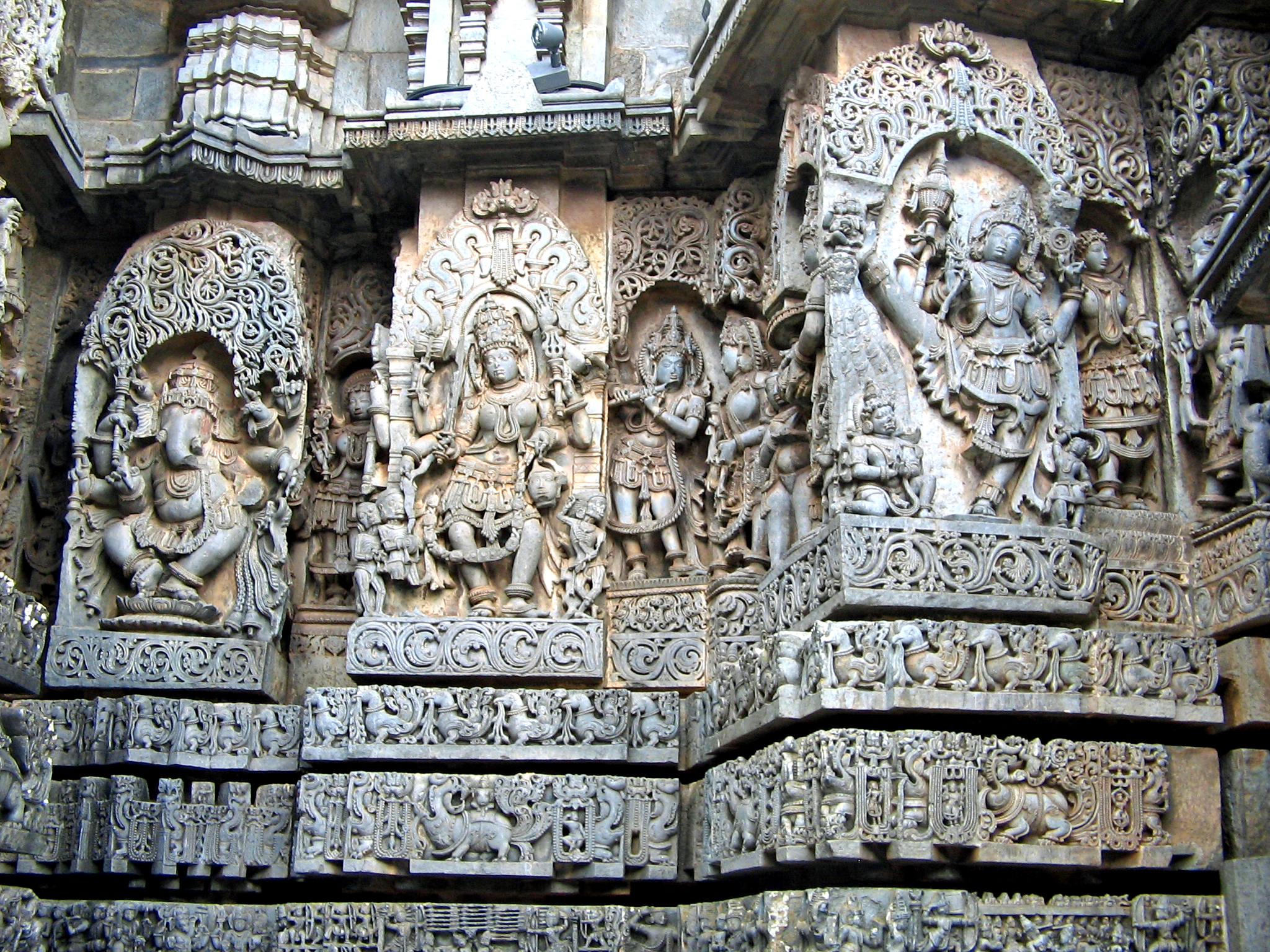
Detalles en uno de los templos.

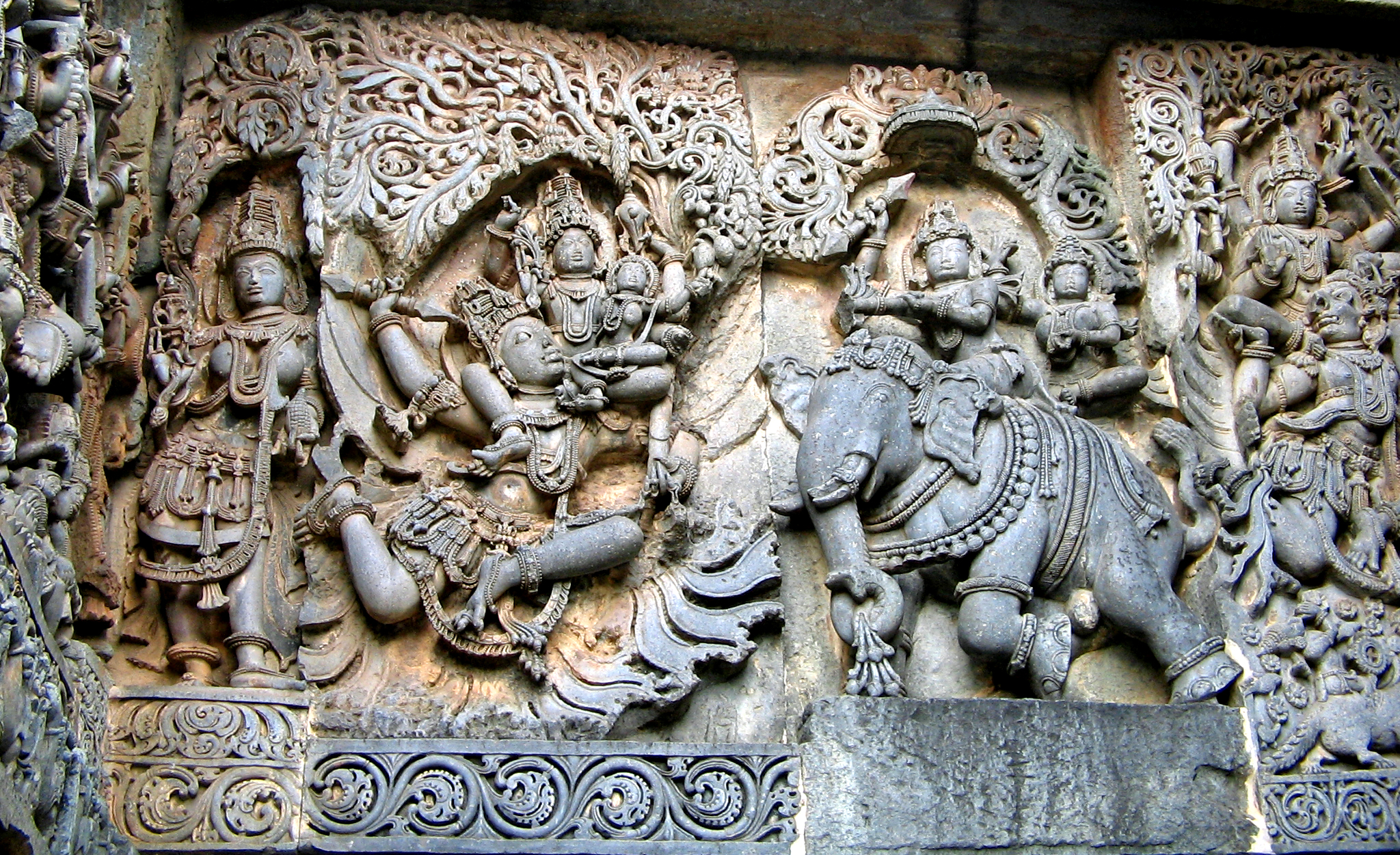
Detalles de figuras.

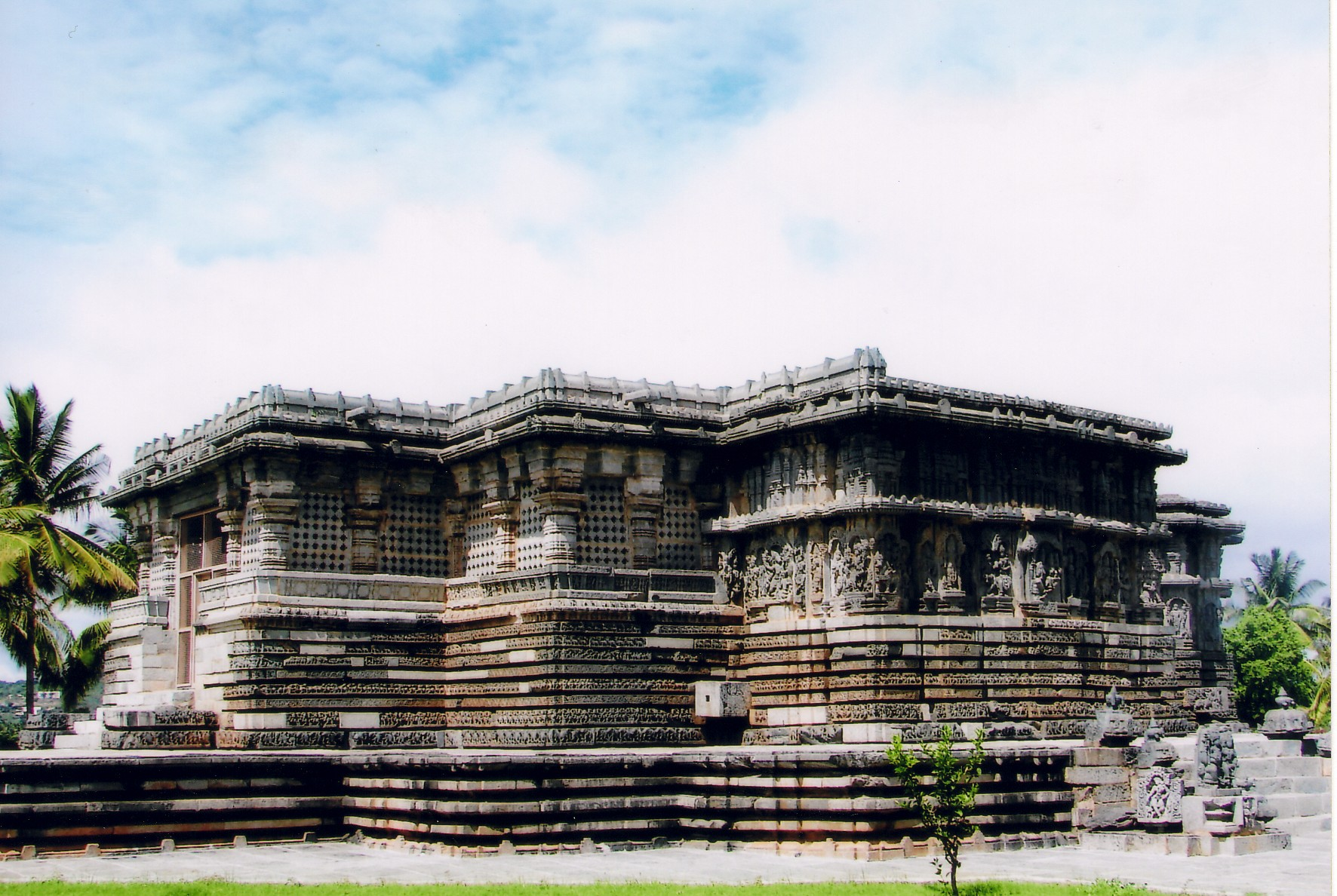
Templo de Kedareshvara.

Fue la capital de Hoysala en el siglo XII (después de Belur), fue un gran imperio que se construyó entre el río Krishna y el río Kaveri.
En este lugar se construyeron dos templos: Hoysaleshvara y Kedareshvara.
En el complejo de los templos existe un museo arqueológico.